# Comic Cavalcade
Comic Cavalcade fu un fumetto antologico pubblicato dalla DC Comics dal 1942 al 1954.
La maggior parte degli editori statunitensi dei fumetti della Golden Age degli anni '30 e '40 pubblicavano titoli antologici che presentavano una varierà di personaggi, solitamente una star - come Lanterna Verde in All-American Comics o Wonder Woman in Sensation Comics. Comic Cavalcade, tuttavia, presentò entrambi questi noti personaggi così come fecero per Flash, protagonista di un suo fumetto e dello spin-off All-Flash.
Inizialmente di 96 pagine, Comic Cavalcade era di circa una volta e mezza più lungo di un fumetto medio dell'epoca, e fu messo al prezzo di 15 centesimi, quando un fumetto medio veniva 1 centesimo. Molte storie di Comic Cavalcade furono ideate anche da altri che non fossero gli scrittori regolari dei personaggi, per motivi di scadenza. Lo scrittore di Batman, Bill Finger, per esempio, scrisse occasionalmente le storie di Flash per Comic Cavalcade, mentre lo scrittore regolare delle storie di Flash, Gardner Fox poté dedicarsi ad altri progetti.
Un personaggio non supereroe ricorrente nella testata fu lo strillone Johnny Peril. Le sue radici, precedenti a questa prima comparsa, vennero da una storia esterna "Just a Story" nel n. 15 (luglio 1946), dello scrittore-artista Howard Purcell. Nel n. 22 (settembre 1947), la serie antologica "Just a Story" vide Peril come, generalmente, un testimone o un narratore piuttosto che parte integrante della narrazione. Con questo numero, il titolo della serie divenne "Johnny Peril Tells Just a Story", poi cambiato in "Johnny Peril's Surprise Story", quando Johnny divenne l'eroe da due pugni della finché la serie non terminò con il n. 29 (novembre 1948).
Il personaggio ricomparve in una sua serie in All-Star Comics, Danger Trail, e Sensation Comics nel corso del 1953. Ritornò nella Silver Age nel 1958 in The Unexpected.
Inizialmente pubblicato quadrimestralmente, la serie divenne bimestrale dal n. 14 (aprile/maggio 1946). Fu completamente rinnovata con il n. 30 (dicembre/gennaio 1948), diventando un fumetto a tema humor animalesco mentre i supereroi perdevano popolarità nell'epoca post-guerra. A caratterizzarlo fu il film animato The Fox and the Crow dell'animatore Frank Tashlin, insieme alle creazioni cartonista Woody Gelman, The Dodo and the Frog e Nasty Squirrel. La lunghezza dell'albo questa volta fu ridotto a 76 pagine.
Ci fu riferimento successivamente nella serie DC degli anni '70 Cancelled Comic Cavalcade.